# Aeroportul Ndendé
Aeroportul Ndendé (IATA: KDN, ICAO: FOGE) este un aeroport din Provincia Ngounié, Gabon ce deservește zona Ndendé⁠(d). A fost numit după zona deservită.
Situat la o altitudine de 127 m, aeroportul dispune de o singură pistă.